# 아쓰나촌
아쓰나촌(安都那村)은 야마나시현 기타코마군에 있던 촌이다. 현재의 호쿠토시 중부, 나가사카 나들목 동복일대에 해당한다

## 역사
- 1874년 12월 - 고마군 3개 촌이 합병해 아쓰나촌이 성립하였다.
- 1878년 7월 22일 - 군구정촌편직법에 의해, 아쓰나촌은 기타코마군에 소속되었다.
- 1889년 7월 1일 - 정촌제 시행에 의해 아쓰나촌이 단독으로 지자체를 형성하였다.
- 1954년 6월 1일 - 아쓰타마촌, 아쓰미촌, 가부토촌과 합병해, 다카네촌이 성립하여, 동일 아쓰나촌은 폐지되었다.

## 교통

### 도로
- 국도 제141호선

## 참고문헌
- 角川日本地名大辞典 19 山梨県